# Oluf Rygh
Oluf Rygh (født 5. september 1833 på Stiklestad, død 19. august 1899 på Ulefoss) var en norsk arkæolog, historiker og filolog, bror til Evald og Karl Ditlev Rygh.
Han blev student 1850 og aflagde 1856 filologisk embedseksamen med særlig udmærkelse ("Indstilling"). I 1858 blev han universitetsstipendiat i historie.
Da indehaveren af den ene historiske lærestol, P.A. Munch, opholdt sig i Rom for sine studier i de pavelige arkiver, kom Rygh allerede 1859 til at begynde en fuldstændig lærervirksomhed ved Kristiania Universitet, en virksomhed, som han fortsatte i det lange tidsrum af 40 år. Efter Munchs død fik Rygh 1863 fast ansættelse ved universitet som lektor og blev 1866 udnævnt til professor i historie.
I 1860 ansattes han som professor Keysers medhjælper ved universitetets oldsagssamling. I 1862 blev han denne samlings bestyrer.
Det blev imidlertid snart tydeligt, at arbejdet med museet og den dertil knyttede forskning ikke kunne forenes med en lærerstilling ved universitet i et så betydeligt fag som historie. Myndighederne oprettede derfor en særlig professorpost i nordisk arkæologi, hvis indehaver skulde bestyre museet, og Rygh udnævntes til denne nye post 1875.
Det er Ryghs store fortjeneste straks sat have indset, at den nødvendige betingelse for fremskridt i viden om oldtiden var at danne en stor samling. Og hans virksomhed i denne
retning ved indkøb og udgravninger var så heldig, at museumsgenstandenes antal i hans tid bragtes op fra 2800 til nærmere 20000 (se Oldsagssamlinger). Et betydeligt arbejde har han nedlagt i den fortræffelige beskrivelse af alle disse oldsager i samlingens
hovedkatalog og i den revidering af fundberetningerne, som han udførte på årlige sommerrejser rundt om i landet.
Årstilvæksten publicerede han desuden år for år i Den Norske Fortidsforenings årsberetninger. Også som udgraver var Rygh virksom, og han udmærkede sig her som overalt i sit arbejde ved den strengeste nøjagtighed. Han
ledede 1867 udgravningen af det først fundne vikingeskib ved Tune i Smålenene i Østfold. Det
vanskelige arbejde at restaurere og opstille dette skib, ligesom det senere fundne og fuldstændigere
Gokstad-skib, lykkedes det ham ligeledes heldigt at fuldføre. Samlingen holdt han tilgængelig for
det besøgende publikum i velordnet stand og forsynet med alle nødvendige oplysninger, uagtet pladsmanglen voldte stedse større bekymringer.
Flere af R.’s arkæologiske afhandlinger er af grundlæggende betydning.; således hans fremstilling af den ældre jernalder i Norge, trykt i de danske årbøger for nordisk oldkyndighed 1869. At han så tidligt (afhandlingens hovedindhold fremlagdes 1868 på naturforskermødet i Oslo) kunne give en
omfattende oversigtlig behandling for det hele land, er et eksempel på det flittige
fundstatistiske arbejde, som R. fra begyndelsen udførte og siden stadig fortsatte, ligesom et bevis på hans sikre og hurtige kritiske blik. En tilsvarende oversigt over den yngre jernalder udgav R. i samme tidsskrift 1877. Af særlig betydning er også hans behandling (i Congrès intern. d’anthropologie et d’archéologie . . . . 1874 [Sthlm 1876]) af de i det
nordlige Norge hyppige Skifersager, som han
først bestemte og forklarede som tilhørende en
»arktisk« stenaldersgruppe, der tilskreves
lapperne. En del fund, indeholdende mønter fra
karolingisk tid, udskilte han og påviste, at de
tilhørte en tidlig del af Vikingetiden. Han har
ligeledes i særlige afhandlinger belyst Norges
helleristninger, fund af romerske mønter, bygdeborgene og
fl. a. mindesmærker, fund og fundgrupper.
Efter R.’s død har Tromsø Museum udgivet hans
efterladte arbejder »Faste Fornlevninger i
Tromsø Stift« (»Tromsø Mus. Aarshefter«, 1901).
Hans fleste arkæologiske afhandlinger er udgivet i den
norske fortidsforenings årsberetninger og i Kristiania
Videnskabsselskabs forhandlinger. R.’s største
arkæologiske arbejde er dog hans »Norske Oldsager«,
et stort og smukt udstyret plancheværk, som
udkom 1880—85. Norges oldtid illustreres her af
732 typiske oldsagsformer i fortrinlige træsnit
og udvalgt med omhyggelig nøjagtighed af det
i museerne opbevarede materiale, først og
fremmest selvfølgelig af det, som findes i Kristiania
Universitets oldsagssamling. Desuden gives der korte,
orienterende indledninger til forståelse af de
forskellige forhistoriske perioder samt et hæfte
oplysninger om de fund, som de afbildede
oldsager tilhører. Med dette værk er der for første
gang gjort rede for de oldsagstyper, som er
karakteristiske for Norges forhistoriske tid, og
bragt orden i hele det materiale, den norske
arkæologi har at bygge på. Om der også i de
senere år er fremkommet mange ny
oldsagsformer, samtidig med at videnskaben har gjort
betydelige fremskridt, beholder dog R.’s atlas sin
værdi uafkortet. R. var en forsigtig mand, en
stærkt kritisk natur, der ikke gav andet end
det, han selv nøjagtig havde prøvet og fundet
at være sikkert. Hans »Norske Oldsager« vil i
lang Tid vedblive at være hovedværket i norsk
arkæologi, samtidig som værket har stor betydning
for nabolandenes og det nordlige Europas
fortid. — R.’s første arbejde var en rent historisk afhandling
om slaget paa Bergens Våg 1665. Han udgav
i 1860’erne sin lærer Keyser’s »Efterladte
Skrifter« og »Samlede Afhandlinger« samt fortsatte
hans Norges Historie frem til Kalmarunionen.
Samtidig udgav og fuldførte han Munchs
påbegyndte oversættelse af »Norges Kongesagaer fra
1177«; allerede tidligere havde han i fortrinlige
oversættelser udgivet to gamle sagaer. Men hermed
måtte også, bortset fra nogle mindre Afhandlinger,
hans arbejde i historisk og sproglig retning vige
for det arkæologiske, indtil han i slutningen af 1870’erne
atter blev bragt ind på en hertil hørende
opgave af betydeligt omfang. Foranlediget af et
officielt opdrag til sammen med to sprogforskere
at gennemgå alle landets gård- og
sognenavne samt at normere disses skrivemåde til
brug for landets officielle matrikul, foretog R.
sig det kolossale arbejde at følge alle disse
navnes historiske udvikling fra de ældste
tilgængelige kilder ned igennem tiderne.
Frugterne af dette arbejde, 17 foliobind
»Oplysninger til norske Gaardnavne«, blev af forfatteren
overdraget til Rigsarkivet til brug for kommende
forskere. Heldigvis blev Stortingets interesse
vakt for dette kæmpeværk, de nødvendige
midler bevilgedes, og tre bind blev af R. selv udgivet.
Med sine rige historiske og ved udgivelsen
tilkommende sproglige oplysninger samt grundige
forklaringer vil dette værk til alle tider være en
guldgrube for den norske topografiske og
kulturhistoriske Ffrskning. Af særlig betydning er
indledningsbindet, hvor forfatteren i knap form,
men med en rigdom på oplysninger, giver en
oversigt over tilblivelsen af de norske
stednavne, således som vel næppe nogen anden
kunne gøre det. Noget tilsvarende til denne R.’s
samling af navne findes næppe i noget andet
land. Allerede under arbejdets gang meddelte
R. i særlige afhandlinger en del af sine
forskningsresultater: »Minder om Guderne og deres Dyrkelse i
norske Stedsnavne« (1880), »Oplysninger til
Throndhjemske Gaardnavne«, I—II
(»Trondhjemske Videnskabsselskabs Skrifter« 1882, 1891),
en række artikler, »Norske Stedsnavne«, i
»Landsbladet« (1893—96). Efter hans død er
udgivelsen fortsat og afsluttet af andre, ligesom
der er udgivet et efterladt arbejde »Norske
Elvenavne«. Den af R. således grundlagte
norske stednavneforskning har vist sig at være en
videnskabsgren af overordentlig frugtbarhed,
også for nabolandene; den har også ført til
rige resultater for beslægtede videnskaber som
historie, arkæologi og filologi. — Den
righoldige litterære virksomhed, det tidsslugende
arbejde med oldsagssamlingen og dens stadig
tiltagende årstilvækst, som påhvilede ham uden
nævneværdig arbejdshjælp, hindrede ikke R. i
at være virksom også i andre retninger. I
universitetets administration, i Kristiania Videnskabsselskab,
Foreningen til norske Fortidsmindesmærkers
Bevaring, det norske Oldskriftselskab, den norske
historiske Forening, Selskabet for Folkeoplysningens
Fremme, Selskabet for Kristiania Bys Vel og i flere
andre institutioner og foreninger deltog han i
arbejdet, i adskillige af dem på en fremskudt plads.